# Ocean Breeze Park
Ocean Breeze (anteriormente, Ocean Breeze Park) es una localidad ubicada en el condado de Martín, Florida, Estados Unidos. Según el censo de 2020, tiene una población de 301 habitantes.
Si bien funciona como un municipio independiente, la zona es en la práctica un estacionamiento de casas rodantes o autocaravanas enclavado en la localidad de Jensen Beach. 

## Geografía
La localidad está ubicada en las coordenadas 27°14′27″N 80°13′32″O / 27.24083, -80.22556 (27.240954, -80.225681). Según la Oficina del Censo de los Estados Unidos, tiene una superficie total de 0.54 km², de la cual 0.43 km² corresponden a tierra firme y 0.11 km² es agua.

## Historia
El gobierno de Ocean Breeze Park se formó en 1960, cuando 142 propietarios del Ocean Breeze Trailer Park votaron para constituirlo. En el momento de su fundación, se decía que era el parque privado de casas rodantes más grande de Estados Unidos.

## Demografía
Según el censo de 2020, hay 301 personas residiendo en Ocean Breeze. La densidad de población es de 700.00 hab./km². El 93.02% de los habitantes son blancos, el 1.66% son afroamericanos, el 1.66% son asiáticos,  el 0.66% son de otras razas y el 2.99% son de una mezcla de razas. Del total de la población, el 1.33% son hispanos o latinos de cualquier raza.